# Съюз за независимост и възход „Левски“
Съюзът за независимост и възход „Левски“, съкратено СНЗ–Левски, е нелегална дисидентска организация в България през 60-те години на XX век, отправила искания за излизане на страната от Варшавския договор и свободни избори.

## История
Съюзът е създаден през 1965 г. от Антон Машев (27-годишен), Алфред (Фреди) Фосколо (23-годишен), Петър Бояджиев (24-годишен) и Александър Иванов (26-годишен), а след това в него се включват 28 души.
В началото на септември 1966 г., по повод на предстоящия през ноември IX конгрес на Българската комунистическа партия, те разпространяват по пощата в София и няколко други града 500 позива обръщения. Адресирани са до предстоящия конгрес и в тях в 9 точки са формулирани искания, сред които за излизане на България от Варшавския договор и за свободни избори.
През 1968 г. групата е разкрита и следват арести: Петър Бояджиев е задържан на 15 август, Алфред Фосколо – на 28 август, Александър Иванов и Райна Аръшева, която не членува в организацията – на 4 и 6 септември. Обвинени са в шпионаж, повод за което вероятно е френското гражданство на Фосколо.
Съдебният процес започва на 6 януари 1969 г. в София и продължава 10 дена. Издадени са следните присъди: Георги Костов, емигрант във Франция, обвинен в шпионаж, получава задочно смъртна присъда, Алфред Фосколо е осъден на 15 години затвор, Петър Бояджиев получава 12 години, Александър Иванов – 10 години, Антон Машев, емигрант във Франция – 14 години задочно, съпругата му Лидия, също в емиграция – 7 години задочно. Райна Аръшева, която не е била посветена в съществуването на организацията, но е била приятелка на Фреди Фосколо, получава 6 месеца затвор, които излежава, защото не се е съгласила да се отрече от приятеля си, който по-късно става неин съпруг.